# Montcornet-en-Ardenne
Montcornet-en-Ardennes is een voormalige gemeente in het Franse departement Ardennes die in 1973 werd gevormd door een fusie van de gemeente Cliron en Montcornet. De fusie werd in 1989 weer ongedaan gemaakt.